# Parque Nacional Pali Aike
Parque Nacional Pali Aike é uma unidade de conservação que abrange uma área de 5.030 hectares localizada na comuna de San Gregorio, na região Magalhães e Antártica Chilena. A unidade foi criada para a preservação da vegetação representativa da estepe patagônica de Magalhães, das formações geológicas, e dos recursos arqueológicos presente no parque.
Devido ao parque possuir uma paisagem com característica geomorfologia de um extenso campo vulcânico com cones de lava basálticas, recebeu o nome de Pali Aike, que na língua Aoniknek significa "lugar desolado".

## História
Na região onde atualmente se localiza o parque, houve três períodos de erupções, com a erupção mais antiga ocorrendo entre 3.000.000 e 1.000.000 de anos atrás; a segunda erupção ocorrendo há 170.000 anos, formando a cratera de Pali Aike; e a erupção mais recente ocorrendo entre 16.000 e 10.000 anos atrás, dando origem à cratera Morada del Diablo.
Através de estudos arqueológicos feitos na região, descobriu-se que os primeiros grupos humanos que se abrigaram nos refúgios locais, como a Caverna Pali Aike e a Caverna Fell, foram do período dos paleoíndios, cerca de 9.000 a.C.
No início do século XX, a região conhecida como Escorial del Diablo foi comprada pela Sociedad Explotadora de Tierra del Fuego, que explodiam regularmente o solo para exploração econômica. Em 1970, as terras da região foram desapropriadas pelo Estado, passando mais tarde para o domínio da Cooperativa Cañadón Grande.
A unidade de conservação foi criada em 23 de outubro de 1970, através do Decreto Supremo nº 378, com uma área de 3.000 hectares e administrada pela Unidad de Gestión Patrimonio Silvestre.
Até 1993, a região das estepes foi explorada extensivamente para a pecuária, causando degradação na vegetação. A partir deste período, a atividade pecuária foi proibida na área do parque, e só é permitida atividades recreativas.
Em 21 de julho de 1994, os limites do parque foram alterados e passou a abrigar uma área de 5.030 hectares, e atualmente é administrada pela Corporação Nacional Florestal (CONAF).

## Características

### Clima
O clima é de estepe fria com forte influência da continentalidade. Anualmente, a região do parque recebe precipitações entre 200 e 300 mm distribuída por igual ao longo do ano; e ocorrendo precipitação de neve no inverno. A temperatura média anual é de 4º C, com mínima absoluta de -20º C, e máxima absoluta de 28º C.

### Fauna
A fauna da unidade é característica das regiões da estepe patagônica. Entre os mamíferos, encontra-se o guanaco (Lama guanicoe), a raposa cinzenta (Pseudalopex griseus), o Conepatus chinga e Conepatus humboldtii, o Lyncodon patagonica, o tuco - tuco de Magalhães (Ctenomys magellanicus) e o puma concolor; e espécies introduzidas como a lebre (Lepus europaeus). Entre as aves, pode ser avistado o Polyborus plancus, o Falco sparverius, o Vanellus chilensis, Chloephaga picta, o Thinocorus rumicivorus e o Pterocnemia pennata. E na zona vulcânica, pode observar répteis do gênero Liolaemus.

### Flora
A flora da unidade apresenta vegetação de estepe patagônica, com áreas de pastagem e arbustos baixos. 89% da flora é constituída de espécies nativas, em sua maioria Magnoliófitas e de vida perene. 18 espécies encontradas no parque foram introduzidas, como a Hieracium pilosella L.

### Geologia
O terreno do parque está sobre um extenso campo vulcânico, ativo desde o Plioceno; com a região do parque denominada de Escorial del Diablo possuindo um solo coberto por uma espessa camada de lavas basálticas e cinzas vulcânicas recentes; e a zona de estepe do parque, possuindo solo marrom da série Aymond, originários de cinzas vulcânicas e sedimentado de lava basáltica. O planalto onde se localiza o parque está a 200 metros acima do nível do mar, com seu pico mais alto, no Cerro Diablo, atingindo 273 metros acima do nível do mar.

## Turismo
O parque está aberto para visitação, mediante pagamento e com horário restrito. No parque há um Centro de Visitantes com uma sala de exposições, que apresenta materiais paleontológicos e arqueológicos encontrados nas cavernas do parque. Das atividades recreativas, é possível fazer a visitação do sítio arqueológico da Caverna Pali Aike, percorrer as trilhas para a Laguna Ana, para a Morada del Diablo e para os Pozos del Diablo.